# Leo Borchard
Leo Borchard ou Lew Ljewitsch Borchard (Moscou, 31 de março de 1899 – Berlim, 23 de agosto de 1945) foi um maestro russo naturalizado alemão, tendo sido diretor artístico e regente titular da Orquestra Filarmônica de Berlim por um breve período de tempo.

## Biografia
Borchard era filho de pais alemães, tendo crescido em São Petersburgo, onde recebeu uma sólida educação musical. Em 1920, após a Revolução Russa, emigrou para a Alemanha. Foi assistente de Otto Klemperer na Ópera Kroll em Berlim.
Fez sua estreia com a Filarmônica de Berlim em janeiro de 1933. Em 1935, foi banido pelo remime nazista como sendo um indivíduo politcamente perigoso.
Durante a Segunda Guerra Mundial, foi um ativista do movimento de resistência, permanecendo em Berlim. No dia 26 de maio de 1945, duas semanas e meia após a rendição incondicional da Alemanha, Borchard regeu a Filarmônica de Berlim em um concerto com grande aclamação do público, tendo no repertório a Quarta Sinfonia de Tchaikovsky. Uma semana antes, fora indicado para os cargos de regente titular e diretor artístico da orquestra, sucedendo Wilhelm Furtwängler, exilado na Suíça.
Leo Borchard foi alvejado acidentalmente por um soldado estadunidense na capital alemã, o que causou a sua morte.